# Lijst van burgemeesters van Goedereede
Dit is een lijst van burgemeesters van de voormalige Nederlandse gemeente Goedereede in de provincie Zuid-Holland. Sinds 1 januari 2013 maakt zij deel uit van de nieuwe gemeente Goeree-Overflakkee.

## Vóór 1811
| Ambtsperiode    | Naam burgemeester     | Leven                                                                            | Bijzonderheden                                              |
| --------------- | --------------------- | -------------------------------------------------------------------------------- | ----------------------------------------------------------- |
| rond 1700       | Leunis Lauwe          |                                                                                  | Zwager van Pieter Goekoop.                                  |
| rond 1700       | Pieter Goekoop        | 1675-1750                                                                        |                                                             |
| midden 18e eeuw | Christiaan Goekoop    | 1714-1767                                                                        | Neef (oomzegger) van zowel Leunis Lauwe als Pieter Goekoop. |
| 1787 - 1791     | Cornelis (C.) Goekoop | Neef (oomzegger) van Christiaan Goekoop. In 1811 de eerste maire van Goedereede. |                                                             |

## Vanaf 1811
| Ambtsperiode                       | Naam burgemeester                                        | Leven     | Partij of stroming | Bijzonderheden |
| ---------------------------------- | -------------------------------------------------------- | --------- | ------------------ | --- |
| 8 december 1811 -                  | Cornelis (C.) Goekoop                                    | 1751-1815 |                    | Maire. In (een deel van?) dezelfde periode tevens maire van Stellendam. |
| ??                                 | ??                                                       |           |                    | |
| voor 1827 - 1844                   | David (D.) Goekoop                                       | 1775-1857 |                    | Aanvankelijk schout. Zoon van Cornelis Goekoop (1751-1815). |
| 1844 - 1859                        | Cornelis (C.) Goekoop                                    | 1819-1890 |                    | Van 1852 tot 1856 tevens burgemeester van Ouddorp en van 1852 tot 1859 tevens burgemeester van Stellendam. Kleinzoon van Cornelis Goekoop (1751-1815). Vader van Adriaan Goekoop.                               |
| 1859 - 1862                        | jhr. Josephus Leonardus Hendricus Pompe van Meerdervoort |           |                    | tevens burgemeester van Stellendam, later burgemeester van 's-Gravenzande |
| 1862 - 1872                        | Cornelis (C.) Goekoop                                    | 1813-1885 |                    | Vader van Gerardus Jacobus Goekoop. Getrouwd met zijn nicht Maria Florina Goekoop (1815-1861), de dochter van David Goekoop.                                                                                    |
| 1 december 1872 - 9 september 1879 | Mr. Gerardus Jacobus (G.J.) Goekoop                      | 1845-1911 |                    | In dezelfde periode tevens burgemeester van Stellendam. Later lid van de Tweede Kamer. Zoon van Cornelis Goekoop (1813-1885) en Maria Florina Goekoop (1815-1861), diens nicht en de dochter van David Goekoop. |
| 1879 - 1904                        | M. Breen                                                 |           |                    | |
| 1904 - 1915                        | Jan Leendert Bosschieter                                 |           |                    | |
| 1916 - 1937                        | J.A. Charbon jr.                                         |           |                    | |
| 1937 - 1943                        | P.J. Keijzer                                             | 1905-1966 | ARP                | |
| 1943 - 1944                        | Philip (Ph.A.J.) Schipper                                |           | NSB                | Tevens burgemeester van Ouddorp (1942 - 1944) en Stellendam (1943 - 1944). |
| 1945 - 1946                        | -                                                        |           |                    | loco-burgemeester S.S. Smeding nam functie waar |
| 1947 - 1961                        | Johannes baron van Knobelsdorff                          | 1917-2020 |                    | |
| 1961 - 1966                        | Koos (J.A.) Kleijnenberg                                 | 1901-1988 | CHU                | Waarnemend. |
| 1966                               | Mr.dr. Kees (C.) Jansen Verplanke                        | 1925-1997 | ARP                | Waarnemend. Burgemeester van 's-Gravendeel |
| 1966 - 1972                        | H.J. Smith                                               | 1922-1987 | ARP                | |
| 1972 - 1995                        | Gerard (G.) van Velzen                                   | *1930     | SGP                | |
| 1995 - 2004                        | Cees (C.) Sinke                                          | *±1947    | CDA                | |
| 2004 - 2005                        | John (J.) de Prieëlle                                    | *1944     | CDA                | Waarnemend. |
| 2005 - 2012                        | Ger (G.J.) van de Velde-de Wilde                         | *1955     | VVD                | |